# Tilloy-lez-Cambrai
Tilloy-lez-Cambrai é uma comuna francesa na região administrativa de Altos da França, no departamento do Norte. Estende-se por uma área de 3.32 km². Em 2010 a comuna tinha 632 habitantes (densidade: 190,4 hab./km²).